# Gedebolle
En gedebolle (latin Aegagropila linnaei), kaldet algekugle eller moskugle blandt hobbyister, er en algeart, der vokser mange sammen i kugleformede klumper.
I naturen findes den i større omfang i Japan og på flere steder i Nordeuropa, men algen er sart over for mængden af næringsstoffer i vandet og derfor har deres antal faldet.
I Danmark findes gedebolle naturligt i Sorø Sø.
Gedebollen vokser kun 5 mm pr. år. De største gedeboller findes i Japan, hvor de kan blive op til 30 cm i diameter. Gedebollen er grøn over det hele, hvilket gør det muligt for algen at lave fotosyntese lige meget, hvilken side der vender nedad. Den formerer sig ved deling.

## Anvendelse
Gedebollen er meget populær i akvarier, da den flyder rundt i vandet på grund af akvariepumpen og dens flydeevne.